# Campaña de Birmingham
La campaña de Birmingham o Movimiento de Birmingham 1963 fue un movimiento organizado a inicios de 1963 por la Conferencia Sur de Liderazgo Cristiano (Southern Christian Leadership Conference, SCLC) para atraer la atención hacia la integración de esfuerzos de la población afroamericana en Birmingham, Alabama. Liderada por Martin Luther King, Jr., James Bevel, Fred Shuttlesworth y otros, la campaña de confrontación no violenta culminó con confrontaciones entre jóvenes estudiantes negros y autoridades cívicas de blancos ampliamente publicitadas. Finalmente, esto llevó al gobierno municipal a cambiar las leyes discriminatorias de la ciudad.   
A principios de la década de 1960, Birmingham era una de las ciudades de Estados Unidos con mayor división racial, provocada por las leyes y la cultura. Los ciudadanos negros enfrentaban desigualdades económicas y legales y la retribución violenta cuando intentaban llamar la atención hacia sus problemas. Las protestas en Birmingham comenzaron con un boicot liderado por Shuttlesworth con objeto de presionar a los dueños de comercios para que dieran empleo a personas de todas las razas y de terminar con la segregación racial en establecimientos públicos, restaurantes, escuelas y tiendas. Cuando los líderes de negocios locales y del gobierno se resistieron a ello, la SCLC aceptó apoyarlos. El organizador Wyatt Tee Walker se unió al activista de Birmingham, Shuttlesworth, y comenzó lo que ellos llamaron el Proyecto C, una serie de sentadas y marchas que pretendían provocar arrestos masivos. 
Al ver que la campaña tenía poco apoyo de adultos voluntarios, James Bevel, Director de Acción directa de la SCLC, tuvo la idea de que los estudiantes fueran los principales demostradores en la Campaña de Birmingham. Entrenó y dirigió a estudiantes de primaria, secundaria, preparatoria y universidad en la no violencia, y les pidió que participaran en la manifestación de una caminata pacífica de 50 a la vez de la 16th Street Baptist Church al ayuntamiento, con el fin de hablar con el Alcalde sobre la segregación. Esto resultó en más de mil arrestos, y debido a que las cárceles y áreas de detención de Birmingham estaban llenas, el departamento de policía de Birmingham, dirigido por Eugene "Bull" Connor, usó mangueras de agua de alta presión y perros policía de ataque contra los niños y adultos transeúntes. No todos los transeúntes fueron pacíficos, a pesar de la declarada intención de la SCLC de mantener una completa marcha no violenta, pero los estudiantes sí se atuvieron a lo convenido. King y la SCLC recibieron críticas y halagos por permitir que los niños participaran y se pusieran en peligro. 
La campaña de Birmingham fue un modelo de la protesta y confrontación no violenta, y a través de los medios, atrajo la atención del mundo hacia la segregación racial en el sur. Esto le dio relevancia a la reputación de King, derrocó a Connor de su puesto, eliminó la segregación en Birmingham y abrió directamente el camino al Acta de Derechos Civiles de 1964, la cual prohibía la discriminación racial en la contratación de servicios públicos y privados en todos los Estados Unidos. 

## Antecedentes

### Ciudad de segregación
Birmingham, Alabama, era en 1960 «probablemente la ciudad con la segregación más arraigada en los Estados Unidos». A pesar de que la población de casi 350 000 habitantes se componía en un 60 % de población blanca y un 40 % de población de color, Birmingham no tenía agentes de policías, bomberos, vendedores, conductores de autobús, cajeros de banco ni cajeros de supermercado de color. Secretarias de color no podían trabajar con profesionales blancos. Los trabajos para negros estaban limitados al trabajo manual en las fábricas de acero de Birmingham, trabajo doméstico y mantenimiento de jardines, o trabajar en vecindarios de negros. Cuando los despidos eran necesarios, los empleados negros eran los primeros en irse. La tasa de desempleo para gente de color era dos y media veces más alta que la de los blancos. El ingreso promedio para negros en la ciudad era menos de la mitad que el de los blancos. Igualmente, las escalas salariales eran significativantemente bajas para trabajadores negros. La segregación racial en establecimientos públicos y comerciales a lo largo del condado de Jefferson era exigida por la ley y cubría todos los aspectos de la vida, y se hizo cumplir rígidamente. Solo el 10% de los ciudadanos negros estaban registrados para votar en 1960.
Además, la economía de Birmingham se estaba estancando mientras la ciudad cambiaba de trabajadores de cuello azul a trabajadores de cuello blanco. De acuerdo a la revista Time en 1958, la única cosa que podían ganar los trabajadores blancos de suprimirse la segregación era una mayor competencia por trabajadores negros. Cincuenta atentados motivados por el odio racial, sin resolver, entre 1945 y 1962 dio a la ciudad el sobrenombre de "Bombingham". Un barrio compartido por familias blancas y negras experimentó tantos ataques que fue llamado "Dynamite Hill". Iglesias para negros donde se discutían los derechos civiles fueron objetivos específicos de ataques.
Los ciudadanos negros de Birmingham comenzaron a organizarse para efectuar un cambio, después de que Alabama prohibiera la National Association for the Advancement of Colored People (NAACP) en 1956. El reverendo Fred Shuttlesworth formó la Alabama Christian Movement for Human Rights (ACMHR), (Movimiento Cristiano de Alabama por los Derechos Humanos), el mismo año para retar las políticas de segregación de la ciudad mediante litigios y protestas. Cuando los tribunales anularon la segregación de los parques de la ciudad, la ciudad respondió cerrándolos. La casa de Shuttlesworth fue bombardeada en repetidas ocasiones, al igual que las iglesias Bethel Baptist, donde él era pastor. Después de que Shuttlesworth fuera arrestado y encarcelado por violar las reglas de segregación de la ciudad en 1962, él envió una petición a la oficina de la alcaldía de Art Hanes, solicitando que las instalaciones públicas no tuvieran segregación. Hanes respondió con una carta informado a Shuttlesworth que su petición había sido tirada a la basura. Buscando por ayuda externa, Shuttlesworth invitó a Martin Luther King y a la SCLC a Birmingham, diciendo, "Si usted viene a Birmingham, no solo podrás ganar prestigio, sino realmente sacudir el país. Si usted gana en Birmingham, como funcione Birmingham funcionara la nación".

### Metas de la campaña
King y la SCLC habían estado implicados recientemente en la campaña para eliminar la segregación en la ciudad de Albany, Georgia, pero los resultados no fueron los previstos. Calificado por el historiador Henry Hampton como un "lodazal", el Movimiento Albany perdió impulso y se estancó. La reputación de King fue herida en la campaña de Albany, y él estaba ansioso por mejorarla. Determinado a no cometer los mismos errores en Birmingham, King y la SCLC cambiaron muchas de sus estrategias. En Albany, se concentraron en suprimir la segregación en su totalidad. En Birmingham, sus tácticas de campaña se concentraron en objetivos bien definidos y delimitados para las tiendas del centro y el distrito del gobierno. Estas metas incluían eliminar la segregación de las tiendas en el centro de Birmingham, la implantación de contrataciones justas en tiendas y el empleo en la ciudad, la reapertura de los parques públicos y la creación de un comité birracial para vigilar la supresión de la segregación en las escuelas públicas. King resumió la filosofía de la campaña de Birmingham cuando dijo: "El propósito de... las acciones directas es crear una situación de crisis total, por lo que será inevitable abrir la puerta a las negociaciones".

### Comisionado de Seguridad Pública
Un factor significante en el éxito de la campaña de Birmingham fue la estructura del gobierno de la ciudad y la personalidad de su contencioso Comisionado de seguridad pública, Eugene "Bull" Connor. Descrito como un "archi-segregacionista" por la revista Time, Connor aseveró que la ciudad "no se va a quitar la segregación, no hay negros y blancos juntos en esta ciudad [sic]". Aparentemente, él también creyó que el Movimiento de los derechos civiles era un complot comunista, y después de que las iglesias fueran bombardeadas, Connor culpó de la violencia a los negros locales. El gobierno de Birmingham estaba fijado de tal manera que le daba una gran influencia de poder a Connor. En 1958, la policía arresto a ministros organizando un boicot a un autobús. Cuando el Federal Bureau of Investigation (FBI) inició un sondeo de las alegaciones de malas conductas en los arrestos de la policía, Connor respondió que él «[no había] conseguido ninguna maldita disculpa del FBI o cualquier otra persona», y predijo que «Si el Norte sigue tratando de meter esta cosa [anti-segregación] en nuestras gargantas, va a haber derramamiento de sangre». En 1961, Connor retrasó envío de policías para intervenir cuando los Freedom Riders fueron golpeados por turbas locales. La policía acosó a líderes religiosos y organizadores de protestas, cobrando a los carros estacionados en reuniones masivas y entrando de contrabando a las reuniones para tomar notas. El Departamento de bomberos de Birmingham interrumpía dichas reuniones para buscar "peligro de incendio fantasma". Connor fue tan antagonista contras el Movimiento de Derechos Civiles que sus acciones incrementaron el apoyo a negros americanos. El Presidente John F. Kennedy después dijo de él, "El Movimiento de Derechos Civiles debe agradecer a Dios por Bull Connor. Él ayudó tanto como Abraham Lincoln".
La confusión en la oficina de la Alcaldía también debilitó al gobierno de la ciudad de Birmingham en contra de la campaña. Connor, quien había participado por varios cargos de elección popular en los meses previos a la campaña, había perdido todo, excepto la carrera por el Comisionado de Seguridad Pública. Porque ellos creían que el extremo conservadurismo de Connor desaceleraría el progreso de la ciudad como un todo, un grupo de políticos blancos moderados trabajo en conjunto para derrotarlo. Los Ciudadanos por el Progreso tuvieron el apoyo de la Cámara de Comercio y otros profesionales blancos en la ciudad, y sus tácticas fueron exitosas. En noviembre de 1962, Connor perdió la carrera por la alcaldía contra Albert Boutwell, un segregacionista menos combativo. Sin embargo, Connor y sus colegas en la Comisión de la ciudad rechazo aceptar la nueva autoridad del alcalde. Ellos reclamaron un tecnicismo, cuyos términos no expirarían hasta 1965 en lugar de 1963. Entonces, por un breve tiempo, Birmingham tuvo dos gobiernos conduciendo el negocio.

## Atención en Birmingham

### Campaña de compra selectiva
Modelado en el Montgomery Bus Boycott, las protestas en Birmingham comenzaron en 1962, cuando estudiantes de colegios locales organizaron por un año una serie de boicots escalonados. Estos causaron que los negocios locales redujesen sus ingresos hasta en un 40 %, lo que atrajo la atención del presidente de la Cámara de Comercio, Sidney Smyer, quien declaró "los incidentes raciales nos han dejado un ojo negro que tardaremos mucho en olvidar". En respuesta al boicot, la Comisión de la Ciudad de Birmingham castigó a la comunidad negra retirando 45 000 dólares (320 000 en 2015) del excedente de un programada de comida, usado de manera primordial para personas negras de escasos recursos. El resultado, a pesar de esto, fue una comunidad negra aún más motivada a resistir.
La SCLC decidió que la presión económica sobre los negocios en Birmingham sería más efectiva que la presión hacia los políticos, una lección aprendida en Albany, donde algunas personas negras se habían registrado para votar en 1962. En la primavera de 1963, antes de Pascua, el boicot de Birmingham se intensificó, durante la segunda temporada de compras más intensa del año. Los pastores urgieron a sus congregaciones a evitar comprar en las tiendas del distrito del centro de Birmingham. Durante seis semanas partidarios del boicot patrullaron el área del centro para asegurarse de que ningún negro estuviera patrocinando tiendas que promovieran o toleraran la segregación racial. Si algún comprador de color era encontrado en estas tiendas, los organizadores lo confrontaban, y avergonzado se unía al boicot. Shuttlesworth recuerda a una mujer cuyo sombrero de 15 USD (110 USD en 2015) fue destruido por las fuerzas del boicot. Joe Dickson, un participante del boicot, dijo «Teníamos que estar bajo estricta vigilancia. Teníamos que decirle a la gente:, mira, si tú vas al centro y compras algo, vas a tener que responder ante nosotros». Después de que varios dueños de negocios en Birmingham quitaran los letreros de "Solo blancos" y "Solo de color". El comisionado Connor dijo a los dueños que si ellos no obediencia las órdenes de la segregación racial, perderían las licencias de negocio.

### Proyecto C
La presencia de Martín Luther King en Birmingham no fue bien recibida por toda la comunidad de color. Un abogado local negro se quejó en el Time, diciendo que la nueva administración de la ciudad no tenía suficiente tiempo para conferenciar con los varios grupos empeñados en cambiar las políticas de segregación de la ciudad. El dueño negro de un hotel A. G. Gaston estuvo de acuerdo. Un cura blanco Jesuita asistiendo en las negociaciones contra la segregación certificó "las demostraciones han sido pobres y mal dirigidas".

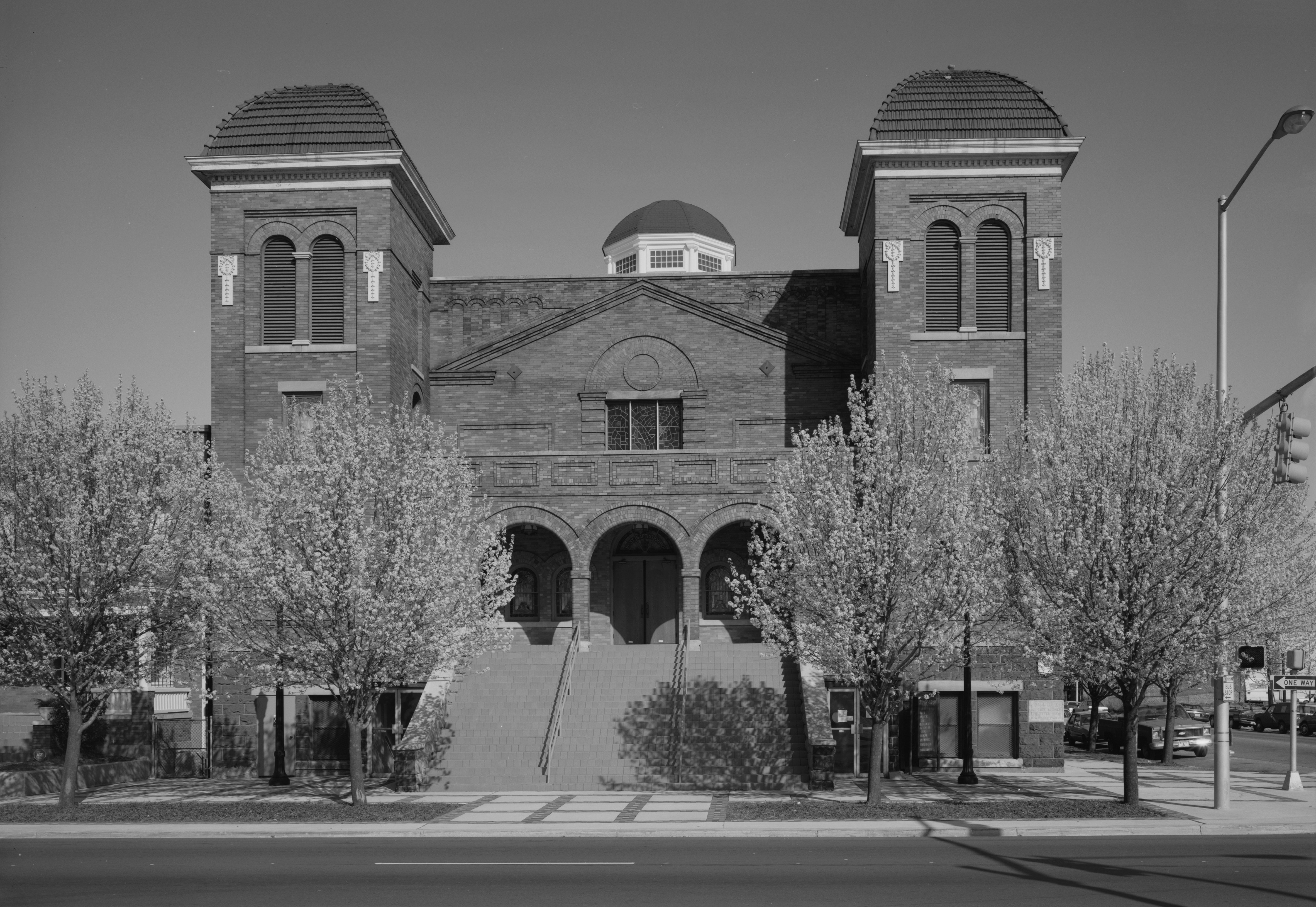
La 16th Street Baptist Church, cuartel general y punto de encuentro de la campaña.

Los organizadores de la protesta sabían que se encontrarían con la violencia del Departamento de policía de Birmingham y escogieron un enfoque de confrontación para atraer la atención del gobierno federal. Wyatt Tee Walker, uno de los fundadores de la SCLC y TL director ejecutivo de 1969 a 1964, planeo las tácticas en la protesta de acción directa, para buscar especialmente la tendencia de Bull Connors de reaccionar con demostraciones de violencia: «Mi teoría fue que si montábamos un fuerte movimiento no-violento, la oposición seguramente haría algo para atraer los medios, y en cambio, inducir la simpatía nacional y atención hacia las circunstancias cotidianas de segregación de una persona que viviera en el intenso sur». Él encabezó la planificación de lo que llamó el Proyecto C, por «confrontación». Los organizadores creían que sus teléfonos estaban intervenidos, así que para prevenir que sus planes fueran filtrados e influyeran en la elección mayoritaria, usaban palabras clave para las manifestaciones.
El plan se denominó "acción directa no violenta" para atraer la atención de los medios a «la ciudad más grande y malvada del Sur». En preparación a la propuesta, Walker cronometró la distancia caminando de 16th Street Baptist Church, cuartel general de la campaña, al centro. Él contó los lugares de segregación, comedores (lunch counters) y elaboró una lista de los edificios federales como objetivos secundarios en los que la policía bloquearía la entrada a los protestantes, los objetivos principales eran tiendas, librerías y todas las iglesias de blancos.

#### Métodos
La campaña utilizó una variedad de métodos de confrontación no violenta, incluyendo sentadas en librerías y comedores, personas de color arrodilladas en iglesias de blancos, y una marcha al edificio del condado para marcar el inicio de las unidades de registro para votar. La mayoría de los negocios respondió negándoles el servicio a los manifentastes. Algunos espectadores blancos, en el comedor Woolworth's, escupieron a los participantes. Algunos cientos de protestantes, incluyendo al músico de jazz Al Hibbler, fueron arrestados, aunque Connor liberó a Hibbler inmediatamente.
El objetivo de la SCLC era llenar las calles con protestantes para forzar al gobierno de la ciudad a negociar, mientras las manifestaciones continuaban. Sin embargo, no hubo suficientes arrestos como para afectar al funcionamiento de la ciudad y la sabiduría de los planes fue cuestionada en la comunidad negra. El editor del Birmingham World, el periódico para gente de color de la ciudad, se refirió a las acciones directas de los manifestantes como «un desperdicio sin valor», y urgió a los ciudadanos de color a usar los juzgados para cambiar las políticas raciales de la ciudad. La mayoría de los residentes blancos de Birmingham se alarmó con las demostraciones. Los líderes religiosos blancos denunciaron a King y los otros organizadores, con el argumento de que «una causa debe presentarse en los juzgados y las negociaciones entre los líderes locales, no en las calles». Algunos residentes blancos de Birmingham apoyaron la causa mientras el boicot continuaba. Cuando una mujer de color entró a los grandes almacenes Loveman para comprarle a su hija unos zapatos para la Pascua, una vendedora blanca le dijo, «Negra, no estés avergonzada de ti misma, tu gente ahí afuera en las calles siendo encarcelada y tu aquí gastando dinero, y yo no voy a venderte nada, tendrás que ir a otro lado». King prometió una protesta diaria hasta que la "paz y equidad estuvieran aseguradas"" y expresó dudas de que el nuevo alcalde fuera a aceptar, alguna vez, de manera voluntaria eliminar la segregación de la ciudad.

#### Reacción de la ciudad
El 10 de abril de 1963, Bull Connor obtuvo una medida cautelar, exceptuando la protesta y consecuentemente aumentó la fianza de 300 a 1200 dólares americanos (2000 a 9000 dólares americanos en 2015). Fred Suttlesworth llamó a esta medida " una flagrante negativa de nuestros derechos constitucionales" y los organizadores se prepararon para desafiar la orden. La decisión de ignorar la orden se tomó durante la etapa de planeación de la campaña. King y la SCLC habían obedecido las órdenes de los tribunales en sus protestas en Albany y razonaron que obedecerlas había contribuido a que la campara no tuviera éxito. En un comunicado de prensa, ellos explicaron: "Nosotros ahora nos estamos enfrentando a fuerzas reacias del sur profundo que usarán los tribunales para perpetuar las injusticias y el sistema ilegal de segregación racial". El alcalde entrante, Albert Boutwell, llamó a King y a los organizadores de la SCLC, "extraños" cuyo único propósito en Birmingham era "promover la discordia interracial". Connor prometió: "Puedes estar seguro de que llenaré las cárceles de personas  que violen la ley mientras esté en el ayuntamiento".
Los organizadores del movimiento se encontraron sin financiación después de que el monto requerido para las fianzas aumentara. Debido a que King era el mayor recaudador de fondos, sus socios le urgieron a viajar por el país para juntar dinero para ayudar a los arrestados. Sin embargo, King había prometido anteriormente encabezar la marcha hacia la cárcel en solidaridad, pero comenzó a dudar a medida que la fecha se acercaba. Algunos miembros de la SCLC se frustraron con su indecisión. "Nunca había visto a Martín tan perturbado", dijo, después, uno de sus amigos. Después de que King rezara y reflexionara solo en su habitación de hotel, él y los líderes de la campaña decidieron desafiar la orden y prepararse para arrestos masivos de partidarios de la campaña. Para fortalecer la moral y reclutar voluntarios para ir a la cárcel, Ralph Abertnathy habló en una reunión masiva de ciudadanos negros en Birmingham, en 16th Street Baptiste Church: "Los ojos del mundo están sobre Birmingham esta noche. Bobby Kennedy está mirando a Birmingham, el Congreso de Estados Unidos esta mirando a Birmingham. El departamento de justicia está mirando a Birmingham ¿Están listos? ¿Están listos para el reto? Yo estoy listo para ir a la cárcel, ¿Lo están ustedes?". Con Abertnathy, King estaba entre 50 residentes de Birmingham, en un rango de edad de 15 a 81 años, fueron arrestados en Good Friday, 12 de abril de 1963. Fue el 13ro arresto de King.

### Martín Luther King encarcelado

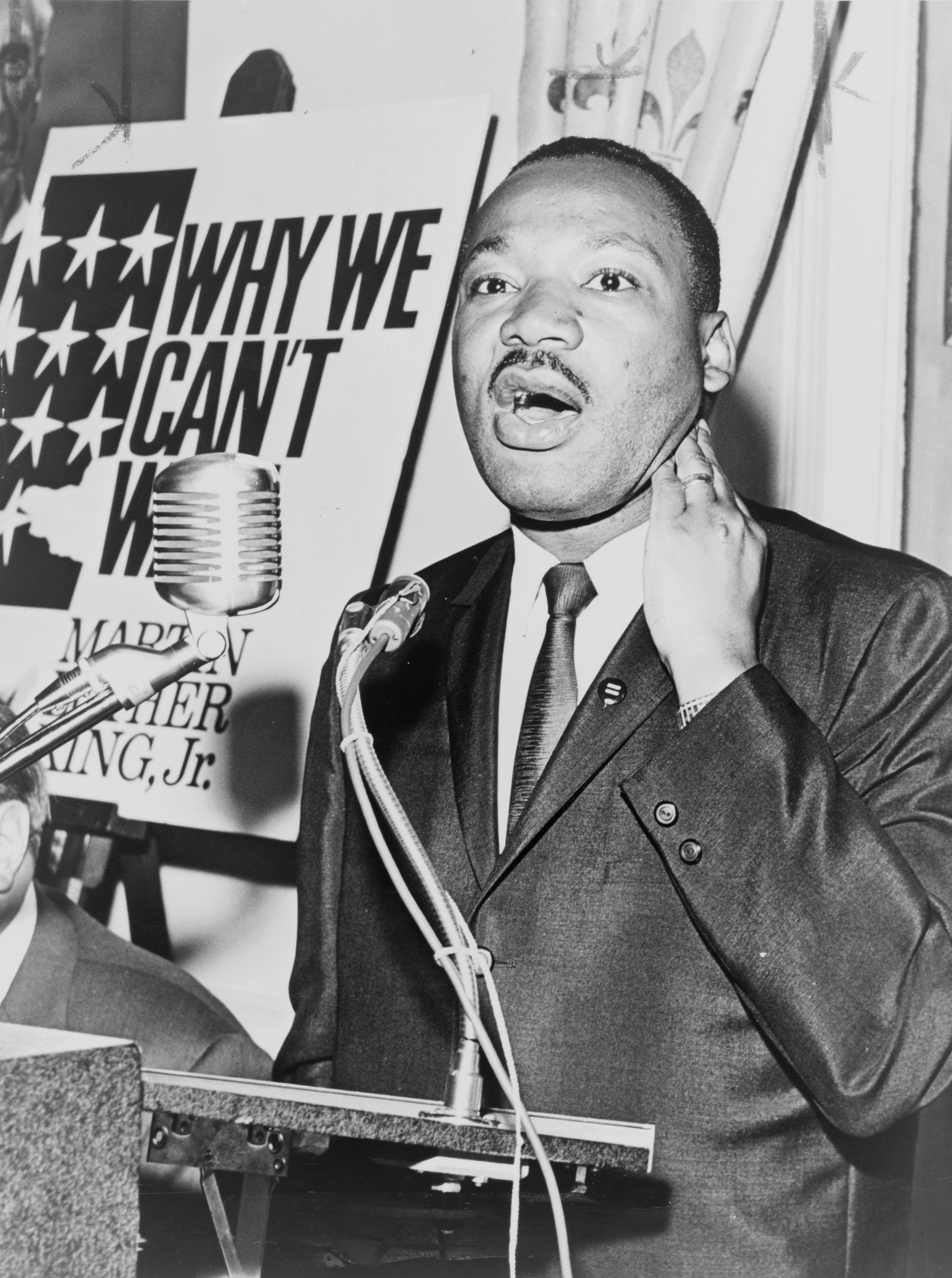
Martin Luther King, Jr., un año después en 1964, promoviendo el libro: Why We Can't Wait, basado en su carta "Letter from Birmingham Jail".

Martin Luther King Jr. fue retenido en la cárcel de Birmingham y le fue negada la consulta con un abogado del NAACP, sin guardias presentes. Cuando el historiador Jonathan Bass escribió sobre el incidente en 2011, notó que las noticias del encarcelamiento de King habían sido rápidamente difundidas por Wyatt Tee Walker, como se había planeado. Los partidarios de King enviaron telegramas acerca de su arresto a la Casa Blanca. Marting Luther King podía haber sido liberado bajo fianza en cualquier momento, y los administradores de la cárcel deseaban que fuera liberado lo antes posible para evitar la atención de los medios mientras King estaba en custodia. Sin embargo, los organizadores de la campaña no se ofrecieron a pagar la fianza, con el objetivo de "concentrar la atención de los medios y la opinión pública nacional en la situación de Birmingham".
Veinticuatros horas después de su arresto, le fue permitido a King ver a un abogado local de la SCLC. Cuando Coretta Scott King no supo de su esposo, llamó a Walker y él le sugirió que llamara al presidente Kennedy directamente. La Sra. King se estaba recuperando en casa, después de haber dado a luz a su cuarto hijo, cuando recibió una llamada del presidente Kennedy, el lunes siguiente después del arresto. El presidente le dijo que ella podía esperar una llamada de su esposo pronto. Cuando Martin Luther King llamó a su esposa, su conversación fue breve y cautelosa; el asumió, de manera acertada, que sus teléfonos estaban intervenidos. Varios días después, Jacqueline Kennedy llamó a Coretta Scott King para expresar su preocupación por King mientras él estaba encarcelado.
Usando pedazos de papel que le había dado un conserje, notas escritas en los bordes del periódico, y más tarde un bloc que le había dado el abogado de la SCLC, King escribió su ensayo "Letter from Birmingham Jail". En él responde a ocho clérigos blancos políticamente moderados, que acusaban a King de alborotar a los residentes locales y no darle una oportunidad al alcalde entrante de hacer algún cambio. Bass sugiere que "Letter from Birmingham Jail" se  planeó con anticipación, así como cada movimiento que hicieron King y sus socios en Birmingham. El ensayo fue una culminación de muchas ideas de King, que ya había mencionado en escritos anteriores. El arresto de King atrajo la atención nacional, incluyendo la de los funcionarios corporativos de las cadenas minoristas con tiendas en el centro de Birmingham. Después del arresto de King, las ganancias de estas cadenas comenzaron a disminuir. Algunos dueños de negocios nacionales presionaron a la administración de Kennedy para intervenir. King fue liberado el 20 de abril de 1963.

## Intensificación del Conflicto

### Reclutando estudiantes
A pesar de la publicidad acerca del arresto de King, la campaña se encontraba vacilante porque pocos participantes estaban dispuestos a correr el riesgo de ser encarcelados. Además, aunque Connor había usado perros policía para asistir en los arrestos de los manifestantes, esto no atrajo la atención de los medios como los organizadores habían esperado. Para reorganizar la campaña, los organizadores de la SCLC, James Bevel encontró un plan alternativo controvertido al que llamó Día D, más tarde se le denominó "Children's Crusade" por la revista Newsweek. El Día D convocaba a los estudiantes de las escuelas primarias y secundarias de Birmingham, al igual que al colegio cercano Milles College, para formar parte de las manifestaciones. 
Bevel, un veterano de los primeras protestas no violentas de estudiantes con el Movimiento Estudiantil de Nashville y SNCC, había sido nombrado Director de las acciones directas no violentas estudiantiles de la SCLC. Después de iniciar la idea, él organizó y educó a los estudiantes en tácticas no violentas y filosofía. King no estaba seguro de permitir el uso de niños, pero Bevel creía que los niños eran apropiados para las manifestaciones porque si los arrestaban no habría tantas repercusiones económicas en las familias como si arrestaran un padre que trabajaba. Él también observó que los adultos de la comunidad negra estaban divididos en cuánto apoyo dar a las protestas. Bevel y los organizadores sabían que los estudiantes de secundaria eran un grupo más cohesionado; habían estado unidos como compañeros desde la guardería. El reclutó niñas que fueran líderes en la escuela y a niños atletas. Bevel descubrió que las niñas eran más receptivas a sus ideas porque habían tenido menos experiencias como víctimas de violencia por blancos. Cuando las chicas se unieron, los chicos se quedaron atrás.
Bevel y la SCLC realizaron talleres para ayudar a los estudiantes a superar su miedo a los perros y a la cárcel. Ellos les mostraron vídeos de las sentadas en Nashville en 1960, pata terminar con la segregación en comedores públicos. La estación de radio negra de Birmingham, WENN, apoyaba el nuevo plan recomendando a los estudiantes que fueran a la manifestación que llevaran un cepillo de dientes para usar en la cárcel. Se distribuyeron volantes en vecindarios y escuelas negras que decían: "Pelea por la libertad primero, después ve a la escuela" y "Está en ti liberar a nuestros maestros, nuestros padres, a ti mismo, y a tu país".

### Cruzada de niños
El 2 de mayo, más de mil estudiantes no asistieron a la escuela y se reunieron en la 16th Street Baptist Church. El director de la escuela Parker, intento cerrar las puertas y así mantener a los estudiantes dentro, pero los jóvenes treparon las paredes para llegar a la iglesia. Se les dio instrucciones a los demostradores de marchar al área del centro, para encontrarse con el Alcalde, e integrar los edificios elegidos. Ellos tenían que salir en grupos pequeños y continuar el recorrido hasta que los arrestaran. Marchando en filas disciplinadas, algunos usando walkie-talkies, fueron mandados en intervalos de tiempos desde distintas iglesias hasta el área comercial del centro de Birmingham. Más de 600 estudiantes fueron arrestados; los reportados más jóvenes eran de ocho años de edad. Los niños dejaban las iglesias cantando himnos y "canciones de libertad" como "We shall overcome". Ellos aplaudían y reían mientras eran arrestados y esperaban a ser transportados a la cárcel. El ambiente fue comparado con un pícnic escolar. A pesar de que Bevel le informó a Connor de la marcha que se llevaría a cabo, Connor y la policía quedaron estupefactos ante el número de niños y su comportamiento. Ellos utilizaron patrullas y autobuses escolares para llevar a los niños a la cárcel. Cuando no hubo más carros para bloquear las calles de la ciudad, Connor, cuya autoridad se extendía hasta el Departamento de bomberos, uso camiones de bomberos. Los arrestos del día juntaron un total de 1,200 arrestos por protesta, la capacidad de la cárcel de Birmingham solo era de 900.
El uso de niños fue muy controversial. El alcalde entrante Albert Boutwell y el ministro de justicia Robert F. Kennedy condenaron la decisión de utilizar niños en las protestas. Kennedy fue reportado en The New York Times diciendo, "un niño lesionado, mutilado o muerto es un precio que no podemos permitirnos pagar", aunque añadió, "Yo creo que todos entendemos que sus agravios deben ser resueltos". Malcolm X criticó la decisión, diciendo, "Un hombre de verdad no pone a sus niños en la línea de fuego". King, quien había estado en silencio y después salió de la ciudad mientras Bevel estaba organizando a los niños, estaba impresionado por el éxito de usarlos en las protestas. Esa tarde él declaró en una reunión masiva, "Estoy inspirado y conmovido por el día de hoy. Nunca había visto algo como esto". Aunque Wyatt Tee Walker había estado inicialmente en contra de usar niños en las demostraciones, él respondió a las críticas de esta manera, "Niños Negros tendrán un mejor educación durante cinco días en la cárcel que durante cinco meses en una escuela con segregación". La campaña del Día D recibió la portada del The Washington Post  y del The New York Times.

### Mangueras contra incendio y perros policía
Cuando Connor se dio cuenta de que la cárcel de Birmingham estaba llena, el 3 de mayo, cambió las tácticas de la policía para mantener a los protestantes fuera del área comercial del centro de Birmingham. Otros mil estudiantes reunidos en la iglesia salieron a caminar por el parque Kelly Ingram Park, mientras cantaban, "We're going to walk, walk, walk. Freedom ... freedom ... freedom". (Vamos a caminar, caminar, caminar. Libertad... Libertad...Libertad). Al momento de que los estudiantes dejaban la iglesia, la policía les advertía que dieran la vuelta, "o se van a mojar". Cuando continuaron, Connor ordenó que las mangueras contra incendio estuvieran a un nivel que podía pelar la corteza de un árbol y separar ladrillos de un mortero, para convertirlo en niños. Las playeras de los chicos fueron desgarradas, y las mujeres eras lanzadas sobre los autos por la fuerza del agua. En el momento en que los estudiantes se agachaban o derrumbaban, el chorro de agua los hacía rodar sobre el asfalto de las calles y el concreto de las banquetas. Connor permitió a los espectadores blancos acercarse más, gritando, "Deja que se avancen, sargento. Quiero que vean el trabajo de los perros".
A. G. Gaston, quien había estado horrorizado por la idea de usar niños, estaba la teléfono con un abogado blanco, David Vann, intentando negocios la resolución de la crisis. Cuando Gaston miró por la ventana y vio a niños siendo golpeados por el alta presión del agua, él dijo, "Abogado Vann, No puedo hablar contigo ni ahora, ni nunca. Mi gente esta ahí afuera peleando por sus sus vidas y mi libertad. Tengo que ir a ayudarlos", y colgó el teléfono. Animados padres y adultos de color que estaban observando marchar a los estudiantes, en el momento en que prendieron las mangueras, empezaron a lanzar rocas y botellas a la policía, Para dispersarlos, Connor, ordenó a la policía usar los perros pastor alemán para mantenerlos en línea. James Bevel se movía entre la multitud, previniéndolos, "Si algún policía resulta herido, vamos a perder esta pelea". A las 3 p.m., la protesta había terminado. Durante un tipo de tregua, los protestantes fueron a casa. La policía quita las barricadas y reabrió el tráfico en las calles. Esa tarde King habló con los preocupados padres en una multitud de mil, "No se preocupen por sus niños que están en la cárcel. Los ojos del mundo están en Birmingham. Seguimos adelante a pesar de los perros y mangueras de incendio. Hemos ido demasiado lejos para volver atrás".

#### Imágenes del día
Un reportero curtido en batalla de Huntley-Brinkley, dijo más tarde que ninguna acción militar que hubiera presenciado lo había perturbado o molestado tanto como lo que vio en Birmingham. Dos fotógrafos foráneos que estaban en Birmingham ese día fueron Charles Moore, quien había trabajado anteriormente con el Montgomery Advertiser y ahora trabajaba para la revista Life, y Bill Hundosn, con la Associated Press. Moore era un fotógrafo de combate de la Marina que fue "sacudido" y "asqueado",  por el uso de niños y lo que los Departamentos de policía y bomberos de Birmingham les hicieron. Moore fue golpeado en el tobillo por un ladrillo lanzado por la policía. Él tomó varias fotos que fueron impresas en Life. La primera foto que Moore tomó ese día muestra a tres adolescentes siendo golpeados por el agua de alta presión. Fue titulada "They Fight a Fire That Won't Go Out" (Ellos pelean un fuego que no pueden apagar). Una versión más corta del este fue usada posteriormente como título de la biografía de Fred Shuttlersworth. La foto de Life se convirtió en "imagen definitoria de era" y fue comparada con la imagen de los Marinos levantando la bandera de Estados Unidos en Iwo Jima. Moore sospechó que el film que tomo "era probable poder destruir en la psique nacional cualquier noción de un buen sureño". Hudson remarcó más tarde que su única prioridad ese día era "hacer fotografías y permanecer vivo" y "no ser mordido por un perro".
Justo en frente de Hudson, en la escuela Parkar, dio el paso a un alumno, Walter Gadsen, cuando un policía sujeto al joven de su suéter y un perro policía arremetió contra él. Gadsen había atendido a la demostración solo como observador. Él estaba relacionado con el editor del periódico negro de Birmingham, El mundo de Birmingham, que fuertemente desaprobaba el liderazgo de King en la campaña. Gadsden fue arrestado por "desfilar sin permiso", y después de ser testigo de su detención, el Comisionado Connor comentó al oficial, "¿Por qué no traer un perro más importante; este no es el vicioso". La foto Hudson y el perro se esparció a través de tres columnas, en la posición prominente a la mitad superior de la primera página del The New York Times, el 4 de mayo de 1963 . 
Cámaras de televisión transmitieron a la nación escenas de chorros de mangueras derribando a niños en edad escolar y perros policía atacando a demostradores desarmados. Dicha cobertura y las fotos fueron responsables de cambiar el apoyo internacional a los protestantes y convertir a "Bull" Connor "el villano de la era". El Presidente Kennedy dijo a un grupo de gente en la casa blanca que la foto del The New York Times era enfermiza. Kennedy llamó a las escenas "vergonzosas" y dijo que era "mucho más elocuente reportarlo con las cámaras que con un sin fin de palabras explicando".
Estas imágenes también tuvieron un profundo efecto en Birmingham. A pesar de las décadas en desacuerdo, cuando las fotos fueron publicadas "la comunidad negra fue instantáneamente consolidada detrás de King", declaró David Vann, quien después serviría como alcalde de Birmingham. Horrorizado con los que la policía de Birmingham estaba haciendo para proteger la segregación, el Senador de Nueva York, Jacob K. Javits, declaró "el país no lo tolerara", y presionó al Congreso para pasar un proyecto de ley de los Derechos Civiles. Reacciones similares fueron reportadas por el Senador de Kentucky, Sherman Cooper, y el Senador de Oregon Wayne Morse, quien comparó a Birmingham con Sudáfrica bajo el apartheid. Una editorial del New York Times catalogó el comportamiento de la policía de Birmingham "una desgracia nacional". The Washington Post editó, "El espectáculo en Birmingham... debe exaltar la simpatía del resto del país hacia los ciudadanos decentes, justos y razonables de la comunidad, que han demostrado tan recientemente en las urnas su falta de apoyo a las mismas políticas que han producido los disturbios de Birmingham. Las autoridades que trataron, por estos medios brutales, de detener la libertad de los manifestantes, no hablan o actúan en nombre de las personas iluminadas de la ciudad". El Presidente Kennedy envió al Fiscal general adjunto, Burke Marshall, a Birmingham para ayudar a negociar la tregua. Marshall enfrentó un estancamiento cuando comerciantes y organizadores de las protestas se negaron a ceder.

### Punto muerto
Observadores negros en el área de Kelly Ingran Park abandonaron la no violencia el 5 de mayo, comenzó a agredir a la policía y los líderes de la SCLC les rogaban que fueran pacíficos o fueran a casa. James Bevel tomó prestado un megáfono a la policía y gritaba "Todos váyanse de aquí. Si no se van a manifestar de una manera no-violenta, entonces váyanse". Se le escuchó al Comisionado Connor, "Si tu les preguntas a la mitad de ellos qué es la libertad, no te podrán contestar". Para prevenir más marchas, Connor ordenó que las puertas de las iglesias permanecieran cerradas para evitar que los estudiantes se marcharan. 
Para el 6 de mayo las cárceles estaban tan llenas que Connor transformó la explanada para el recinto ferial del estado en una cárcel improvisada para retener manifestantes. Personas de color llegaron a diversas iglesias de blancos para integrase al servicio. Fueron aceptados en las Iglesias católica, episcopal y presbiteriana, pero rechazados en otras, donde se arrodillaron y rezaron hasta que fueron arrestados. Figuras nacionales reconocidas llegaron para mostrar su apoyo. La cantante Joan Baez se presentó de manera gratuita en Milles College y se quedó en la propiedad de una persona de color, Gaston Motel. Comediante Dick Gregory y Barbara Deming, escritora de The Nation, fueron arrestados. El joven Dan Rather, reportero de la CBS News. El carro de Fannie Flagg, una personalidad local de televisión y reciente finalista Miss Alabama, fue rodeado por adolescentes que la reconocieron. Un trabajador vetado del Canal 6, del programa matutino, después de preguntar a sus productores por qué el programa no estaba cubriendo las manifestaciones, recibió órdenes de no hablar de eso al aire. Ella bajó la ventanilla y le gritó a los niños, "¡Yo estoy con ustedes hasta el final!".
El departamento de bomberos rechazo acatar las órdenes de Connor de volver utilizar las mangueras contra los manifestantes, y vadearon el sótano de la Iglesia Bautista de la Calle Dieciséis (16th Street Baptist Church) para limpiar el agua de las inundaciones a causa de las mangueras. Líderes de negocios blancos se reunieron con organizadores de protestas para intentar acordar un solución económica pero dijeron que ellos no tenían control sobre la política. Los organizadores de las protestas estuvieron en desacuerdo, alegando que los líderes comerciales tenían la posición para presionar a los líderes políticos.

### Parálisis de la ciudad
La situación se convirtió en crisis el 7 de mayo de 1963. Se tardó cuatro horas distribuir el desayuno a todos los prisioneros en la cárcel. Setenta miembros de la Cámara de Comercio de Birmingham dialogaron con los organizadores de la protesta para detener las acciones. La NAACP pidió a los simpatizantes manifestarse en 100 ciudades de Estados Unidos. Diecinueve rabinos de Nueva York volaron a Birmingham, comparando el silencio acerca de la segregación con las atrocidades del holocausto. Rabinos locales estuvieron en desacuerdo y les pidieron que se fueran. El editor de The Birmingham News contacto al Presidente Kennedy y le pidió que pusiera fin a las protestas. 
Las mangueras fueron usadas otra vez, hiriendo a un policía y a Fred Shuttlesworth, al igual que a otros manifestantes. El comisionado Connor expresó arrepentimiento al no haber podido ver a Shuttlesworth siendo golpeado y dijo, "ojalá se lo hubieran tenido que llevar en un carro fúnebre". Otras 1,000 personas fueron arrestadas, llevando el total a 2,500. 
Las noticias de los arrestos masivos de niños alcanzaron Europa occidental y a la Unión Soviética. La Unión Soviética dedicó más del 25% de las noticias a las manifestaciones, mandando mucho de esto a África, donde los intereses entre la Unión Soviética y Estados Unidos chocaron. Los comentarios de los noticias de la Unión Soviética acusaban a la administración de Kennedy de negligencia e "inactividad". El gobernados de Alabama, George Wallace, mandó policías estatales para apoyar a Connor. El Fiscal General, Robert Kennedy, se preparado para activar la Guardia Nacional de Alabama y notificó a la Segunda División de Infantería de Fort Benning, Georgia que probablemente se desplegaría a Birmingham.
Ningún negocio de ningún tipo estaba operando en el centro. Los organizadores planearon inundar el área comercial del centro con gente de color. Pequeños grupos señuelo fueron mandados para distraer la atención de la policía de la 16th Street Baptist Church. Los protestantes activaron falsas alarmas de incendio para mantener ocupado al departamento de bomberos y que las mangueras no estuvieran disponibles. Un grupo de niños se acercó a oficial de policía y avisaron "¡Queremos ir a la cárcel!" Cuando el oficial señaló la dirección los estudiantes corrieron por el parque Kelly Ingram, gritando, "¡Iremos a la cárcel!". Seiscientos manifestantes llegaron al centro de Birmingham. Grandes grupos de manifestantes se sentaron en las tiendas cantando canciones de libertad. Calles, banquetas, tiendas y edificios fueron cubiertos por más de 3,000 manifestantes. El sheriff y el jefe de policía admitieron ante Burke Marshall que no creían poder controlar la situación por más de pocas horas.

### Resolución

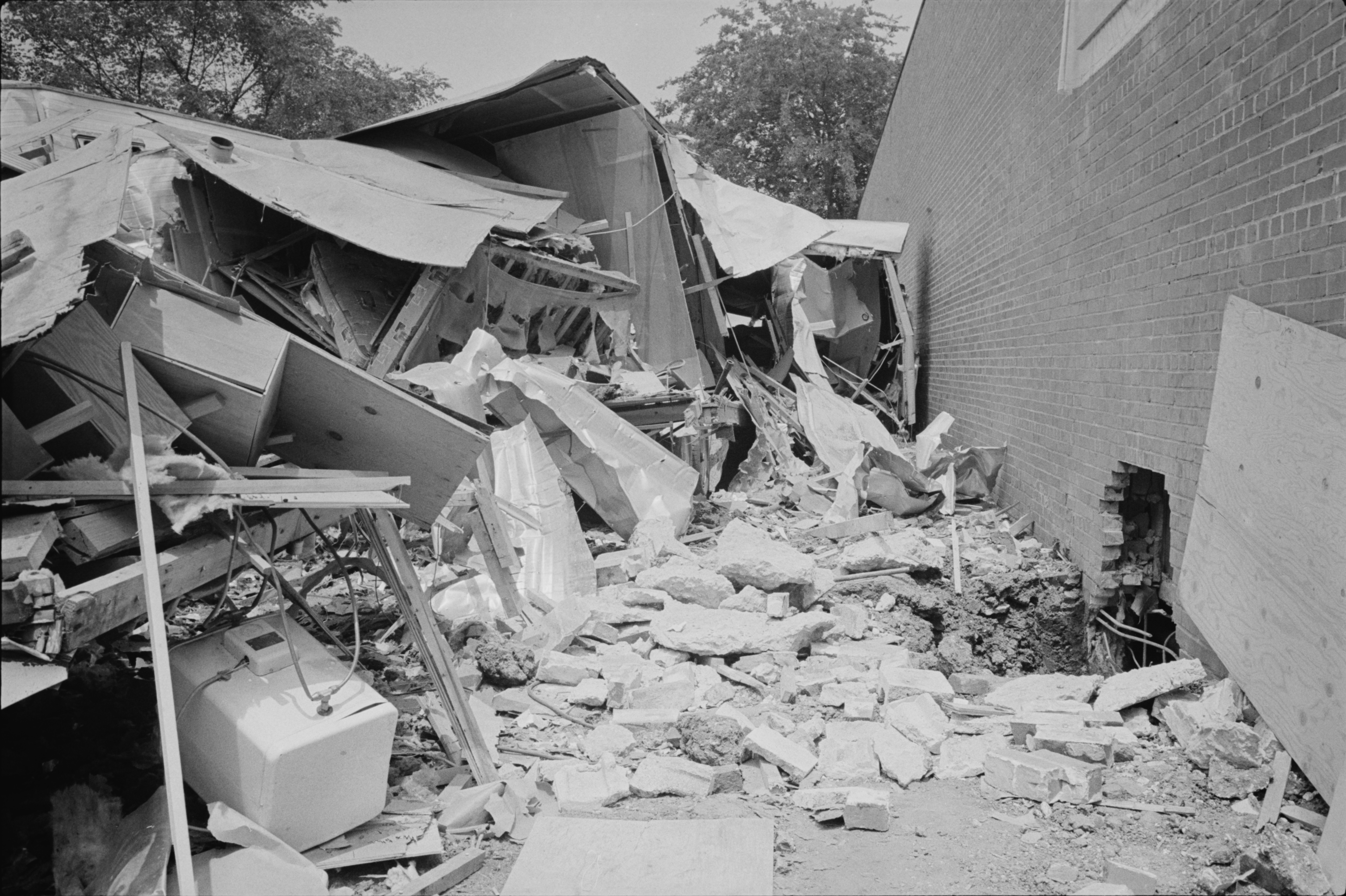
Demolición del Gaston Motel, después de la explosión el 11 de mayo de 1963.

El 8 de mayo a las 4 a.m., líderes de negocios blancos aceptaron la mayoría de las demandas de los protestantes. Sin embargo, los líderes políticos se mantuvieron firmes. La grieta entre los hombres de negocios y los políticos se hizo tangible cuando los líderes comerciales admitieron que no podían garantizar que los manifestantes fueran liberado de prisión. El 10 de mayo, Fred Shuttleswirth y Martin Luther King dijeron a los reporteros que ellos tenían un acuerdo con la ciudad de Birmingham para eliminar la segregación en comedores, sanitarios, fuentes de sodas y probadores dentro de 90 días, y la contratación de personas de color en tiendas como vendedores y empleados. Aquellos que estaban encarcelados serían liberados bajo fianza o libertad condicional. Kennedy urgió a la United Auto Workers, National Maritime Union, United Steelworkers Union y a la American Federation of Labor and Consgress of Industrial Organizations (AFL-CIO) juntar $237,000 ($1,680,000 en 2015)  para la fianza y liberar a los manifestantes. El comisionado Connor y el alcalde saliente condenaron la resolución.
En la noche del 11 de mayo, una bomba daño gravemente el Gaston Motel, donde King se había estado hospedando - y que había dejado solo un par de horas antes - y otra daño la casa de A.D. King, el hermano de Martin Luther King. Cuando la policía fue a inspeccionar el hotel, se encontraron con piedras y botellas por parte de los vecinos de color. La llegada de los tropas estatales solamente enfurecieron más a la multitud; en las primeras horas de la mañana, miles de personas negras vandalizaron numerosos edificios y varios vehículos fueron quemados, y muchas personas, incluidas un oficial de policía, fueron apuñaladas. El 13 de mayo, tres mil policías federales fueron desplegados para restaurar el orden en Birmingham, aun cuando el Gobernador de Alabama, George Wallace le había dicho al Presidente Kennedy que las fuerzas estatales y locales eran suficientes. Martin Luther King regresó a Birmingham para enfatizar la no violencia. 
El Alcalde saliente Art Hanes dejó la oficina después de que la Suprema Corte del Estado de Alabama dictara que Albert Boutwell podía tomar posesión el 21 de mayo de 1963. Al recoger su último cheque, Bull Connor recalcó entre lágrimas, "Este es el peor día de mi vida". En junio de 1963, Jim Crow firmó que las regulaciones de segregación en los lugares públicos de Birmingham fueran eliminadas.

## Después de la campaña
Eliminar la segregación de Birmingham se dio de manera paulatina después de las manifestaciones. King y la SCLC fueron criticados por algunos al final de la campaña, alegando que habían sido muy imprecisos y "acordando con mucho menos de lo que incluso los moderados demanda". De hecho, Sydney Smyer, presidente de la Cámara de Comercio de Birmingham, reinterpretó los términos del acuerdo. Shuttlesworth y King anunciaron que quitar la segregación tomaría lugar 90 días a partir del 15 de mayo. Smyer después dijo que un solo empleado negro contratado como empleado desde que el nuevo gobierno tomara posesión sería suficiente. Para julio, la mayoría de las órdenes de segregación de la ciudad habían sido revocadas. Algunos de los comedores en tiendas departamentales cumplían con las nuevas reglas. Los parques de la ciudad y cursos de golf fueron abiertos otra vez para ciudadanos blancos y negros. El Alcalde Boutwell formó un comité birracial para discutir próximos cambios. Sin embargo, la no contratación de empleados negros, policías o bomberos continuaba, además de que las aplicaciones de abogados de color al Colegio de Abogados de Birmingham seguían siendo rechazadas.
La campaña atrajo la atención nacional e internacional a la violencia racista en Birmingham. Temiendo que el resto se pudiera propagar, se reunieron el Fiscal General Robert F. Kennedy, James Baldwin y otros líderes de color. 
La reputación de Martin Luther King aumento después de las protestas en Birmingham, y fue alabado por muchos como un héroe. La SCLC tuvo mucha demanda para poder efectuar cambios en muchas otras ciudades del sur. En el verano de 1963, King encabezo March on Washington for Jobs and Freedom (Marcha en Washington por trabajos y libertad), donde él dio su más famoso discurso "I Have a Dream". King se convirtió en el Hombre del año de Time en 1963 y ganó el Premio Nobel de la Paz en 1964.
La campaña de Birmingham, así como la negativa de George Wallace de admitir estudiantes negros en la Universidad de Alabama, convenció al Presidente Kennedy para hacer frente a las graves desigualdades entre los ciudadanos blancos y negros en el Sur: "Los acontecimientos en Birmingham y en otros lugares han aumentado tanto los gritos por la igualdad que ninguna ciudad u organismo estatal o legislativo pueden prudentemente elegir ignorarlos".

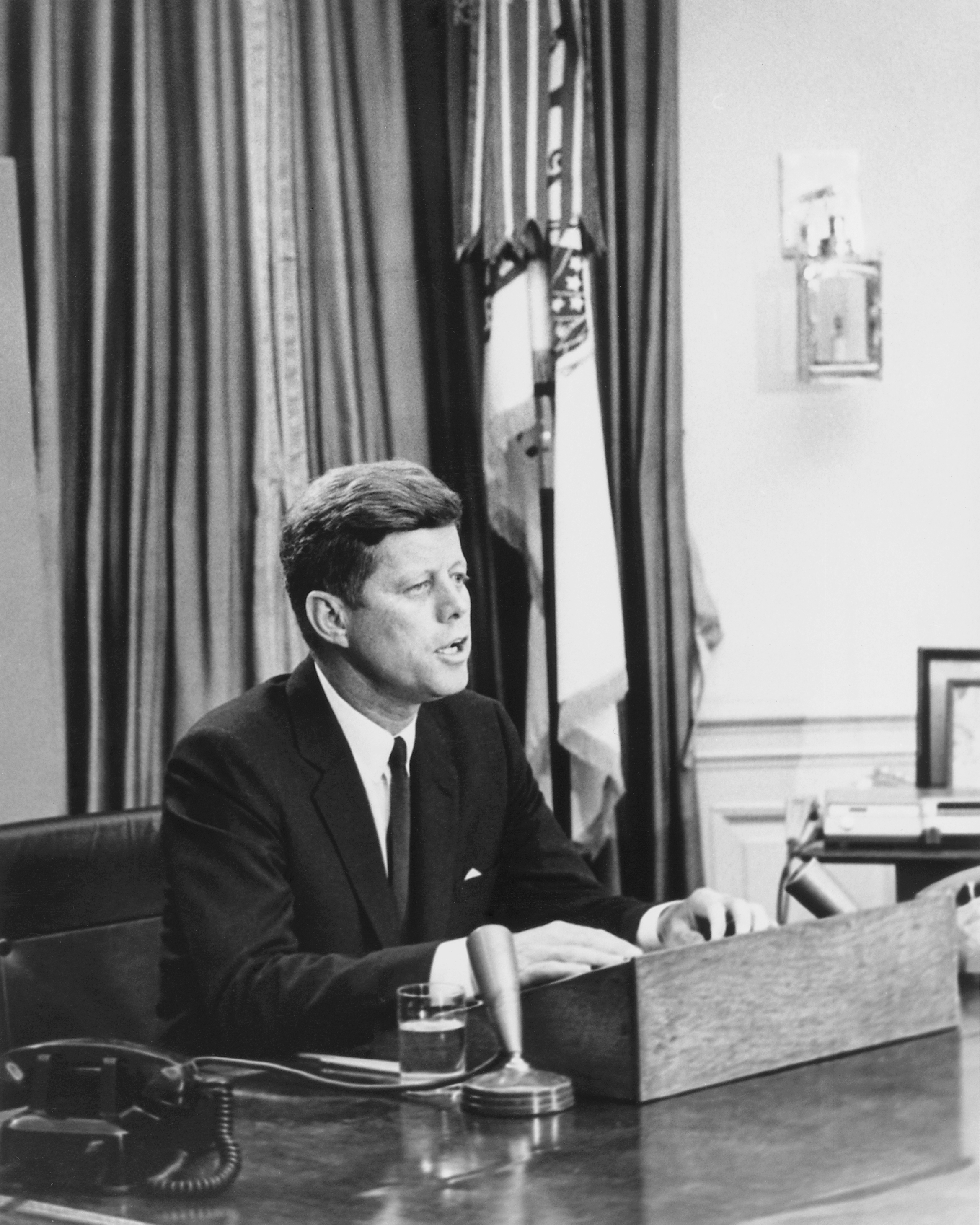
John F. Kennedy informándole a la nación acerca de los Derechos Civiles el 11 de junio de 1963.

A pesar de la apariencia de falta de éxito inmediato en la zona, después de la Campaña de Birmingham, Fred Shuttlesworth y Wyatt Tee Walker hicieron notar la influencia en asuntos nacionales como un gran impacto. La administración del Presidente Kennedy elaboró el proyecto de ley para el Acta de Derechos Civiles. Después de ser obstruida durante 75 días por los "sureños intransigentes" en el Congreso,  se convirtió en ley en 1964 y fue firmada por el presidente Lyndon Johnson. La Ley de Derechos Civiles aplica a toda la nación, prohíbe la discriminación racial en el empleo y en el acceso a lugares públicos. Roy Wilkins de la NAACP, sin embargo, no estuvo de acuerdo en que la campaña de Birmingham fue la fuerza principal detrás de la Ley de Derechos Civiles. Wilkins dio crédito a otros movimientos, como los Freedom Rides, la integración de la Universidad de Misisipi, y campañas para poner fin a la segregación de escuelas públicas.
Las escuelas públicas de Birmingham se integraron en septiembre de 1963. El Gobernador Wallace envió tropas de la Guardia Nacional para mantener a los estudiantes negros fuera, pero el presidente Kennedy invierte la orden de Wallace al retirar las tropas. Aun así, la violencia continuó afectando a la ciudad. Alguien lanzó una granada de gas lacrimógeno en almacenes de Loveman cuando se cumplió con el acuerdo de integración; veinte personas en la tienda requirieron tratamiento hospitalario.

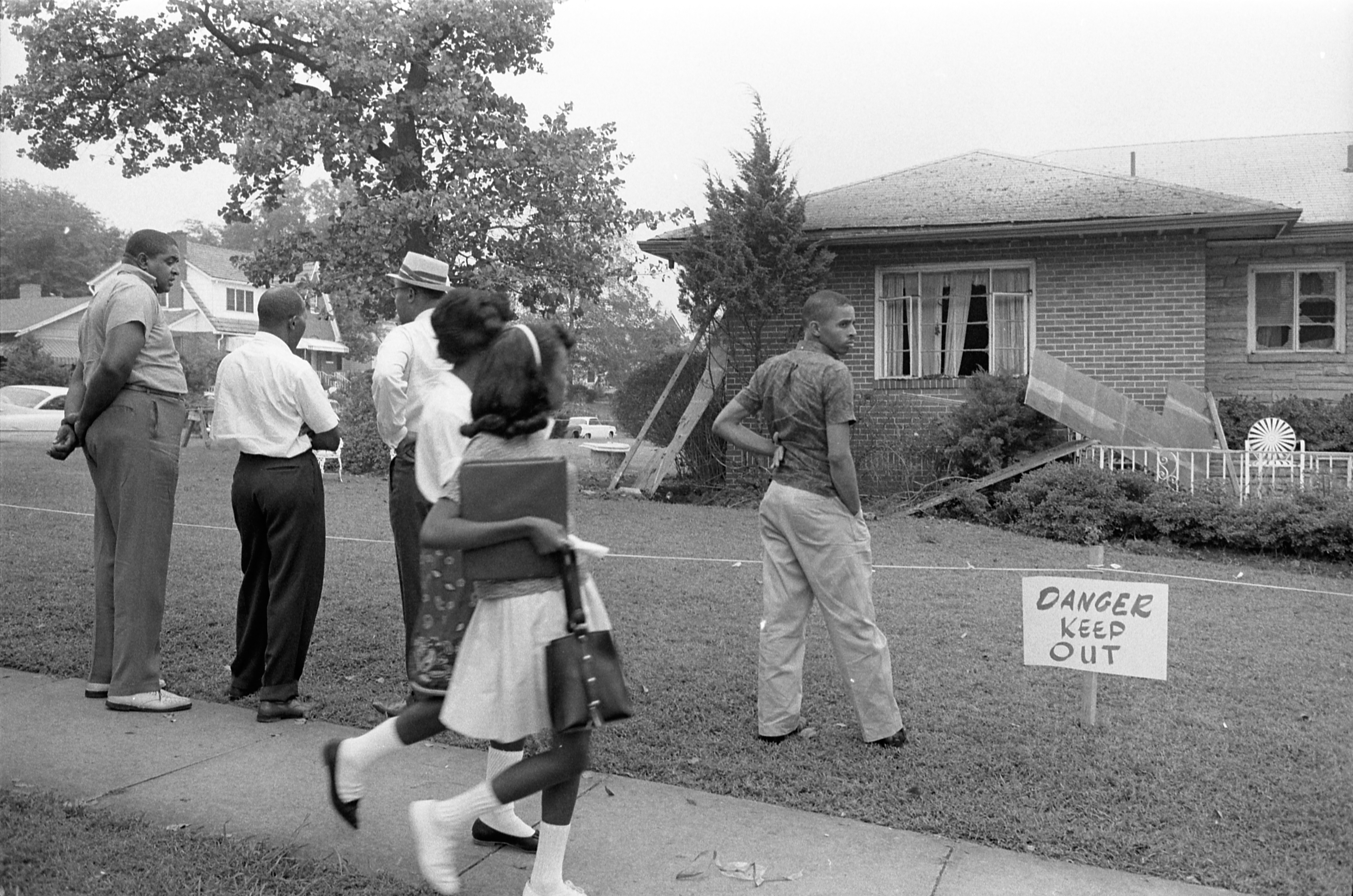
Birmingham residents view the bomb-damaged home of NAACP attorney Arthur Shores on September 5, 1963.

 Cuatro meses después del término de la campaña de Birmingham, alguien bombardeó la casa del abogado de la NAACP, Arthur Shores, hiriendo a su esposa en el ataque. El 15 de septiembre de 1963, Birmingham nuevamente ganó la atención internacional, cuando los miembros del Ku Klux Klan bombardearon la 16th Street Baptist Church en un domingo por la mañana y mataron a cuatro niñas.
La campaña de Birmingham inspiró el Movimiento de derechos civiles en otras partes del Sur. Dos días después de que King y Shuttlesworth anunciaran el acuerdo en Birmingham, Medgar Evers de la NAACP en Jackson, Misisipi exigió un comité birracial para abordar los problemas allí. El 12 de junio de 1963, Evers fue baleado fatalmente fuera de su casa. Él había estado organizando manifestaciones similares a las de Birmingham para presionar al gobierno de la ciudad de Jackson. En 1965 Shuttlesworth junto con Bevel, King y la SCLC se reunieron para liderar la marcha de Selma a Montgomery, con el objetivo de aumentar la inscripción de votantes entre los negros.

### El impacto de la campaña
El historiador Glenn Eskew escribió que la campaña "dio lugar a un despertar a los males de la segregación y la necesidad de reformas en la región". La clase media de personas de color generalmente asumía el liderazgo en Birmingham y la SCLC, mientras la clase baja todavía luchaban. Según Eskew, los disturbios que se produjeron tras el bombardeo del Gaston Motel fueron un antecedente a disturbios en las ciudades más grandes a finales de la década de 1960.
El Vicepresidente de ACMHR, Abraham Woods, afirmó que los disturbios en Birmingham sentaron un precedente para la mentalidad "Burn, baby, burn" (Arde, bebé, arde), un grito utilizado más tarde en los disturbios cívicos en los Watts Riots, los disturbios de la calle 12 en Detroit, y otras ciudades de Estados Unidos durante la década de 1960. Un estudio de los disturbios de Watts concluyó: "las "reglas del juego" en las relaciones raciales se han cambiado de forma permanente en Birmingham".
Wyatt Tee Walker escribió que la campaña de Birmingham era "leyenda" y se había convertido en el capítulo más importante del Movimiento por los Derechos Civiles. Era "la principal cuenca del movimiento no violento en los Estados Unidos. Fue la maduración de la SCLC como una fuerza nacional en el ámbito de los derechos civiles, en la tierra que había sido dominada por el NAACP". Walker llama la campaña de Birmingham y la marcha de Selma "gemelos siameses" haciendo la conjeturara "mata la segregación ... y entierra el cuerpo".
Jonathan Bass, declaró que "King ha ganado una gran victoria de relaciones públicas en Birmingham", pero también, declaró enfáticamente "fueron los ciudadanos de la Ciudad Mágica, tanto blancos y negros, y no Martin Luther King y ni la SCLC, quienes realizaron la verdadera transformación de la ciudad".

## Further reading
- King, Martin Luther, Jr. (1963). Why We Can't Wait. Signet Classics. ISBN 978-0-451-52753-0.
- Raines, Howell (1977). My Soul Is Rested: Movement Days in the Deep South Remembered. New York: Putnam Publishing Group. ISBN 0-399-11853-5.
- White, Marjorie Longenecker (1998). A Walk to Freedom: The Reverend Fred Shuttlesworth and the Alabama Christian Movement for Human Rights. Birmingham, Alabama: Birmingham Historical Society. ISBN 0-943994-24-1.